# أندرياس سيدون
أندرياس سيدون (بالألمانية: Andreas Sidon) مواليد 4 فبراير 1963 في فوبرتال، شمال الراين-وستفاليا، ألمانيا، هو ملاكم محترف ألماني سابق صنّف ضمن فئة الوزن الثقيل بدأ مسيرته الاحترافية سنة 1999.

## إحصائيات
خاض خلال مسيرته 53 نزالا، فاز في 41 وخسر في 11. فاز بالضربة القاضية في 34 نزالا.

## روابط خارجية
- أندرياس سيدون على موقع بوكس ريك (الإنجليزية) (registration required)